# Hesperolemur
Hesperolemur es un género de primate extinto que vivió a mediados del Eoceno (49-37 millones de años) en el sur de California, Estados Unidos. Se trata de un taxón que parece estar más estrechamente relacionado con las anteriores formas europeas de Cantius. Eran aproximadamente de 4,5 kg de peso y fue la última especie sobreviviente de la subfamilia Notharctinae, probablemente debido a su posición en el refugio que existía en el sur de California durante el deterioro del clima al final del Eoceno medio. No hay taxones más tardíos que parezcan haber derivado de Hesperolemur. 
El débil desarrollo de los mesóstilos y pseudohipoconos vinculan a Hesperolemur con Cantius. Morfológicamente, Hesperolemur es distinto de otros taxones de notárctinos en tener un anulus ectotimpánico parcialmente fusionado en el bulla auditiva, sin la arteria estapedial, y por carecer de paracónidos molares inferiores. Como el espécimen utilizado para realizar estos análisis fue gravemente dañado, otros han argumentado en contra de la existencia de tales diferencias y han sugerido que Hesperolemur debe ser reclasificado como una especie de Cantius, Cantius actius.